# Bunajih
Bunajih is een bestuurslaag in het regentschap Bangkalan van de provincie Oost-Java, Indonesië. Bunajih telt 2403 inwoners (volkstelling 2010).